# Vennesla
Vennesla är en tätort som utgör centralort i Vennesla kommun i Agder fylke i södra Norge. En del av orten,  inklusive den tidigare tätorten Mosby, med cirka 2 400 invånare, ligger i Kristiansands kommun.
Setesdalsbanan (norska: Setesdalsbanen) är en museijärnväg som är åtta kilometer lång och går mellan Røyknes och Grovane i Vennesla kommun.